# 熊谷宜之
熊谷 宜之（くまがい たかゆき、1985年12月2日 - ）は、神奈川県出身で島根スサノオマジックに所属した元バスケットボール選手である。ポジションはF。

## 来歴
横浜市立都岡中学校、育英高校から青山学院大学に進み、1年次にヤングメン日本代表を経験。
2008年、トヨタ自動車に加入。
トヨタではかつて田臥勇太も背負った番号「11」を使用。
2013年、三菱電機ダイヤモンドドルフィンズ名古屋に移籍。
2016年オフ、仙台89ERSへ移籍。主力として活躍するも、B1東地区最下位、B1残留プレーオフで富山に敗れ、B2降格が決定。
2017年オフ、仙台を退団し、仙台と入れ替わり、B1昇格を果たした島根スサノオマジックに移籍する。B1西地区最下位、B1残留プレーオフでまたしても富山に敗れ、二年連続B2降格が決定。
2018年8月、引退を表明した。

## 経歴
- 育英高 - 青山学院大学 - トヨタ自動車（2008年〜2013年） - 三菱電機（2013年〜2016年） - 仙台（2016年〜2017年） - 島根（2017年〜2018年）

## 日本代表歴
- 2004ヤングメンアジア選手権

## 記録
| シーズン    | チーム   | GP | GS | MPG  | FG%  | 3P%  | FT%  | RPG | APG | SPG | BPG | TO  | PPG |
| ----------- | -------- | -- | -- | ---- | ---- | ---- | ---- | --- | --- | --- | --- | --- | --- |
| NBL 2013-14 | 三菱電機 | 48 | 6  | 16.2 | .388 | .336 | .878 | 2.1 | .9  | .4  | .1  | .8  | 5.0 |
| NBL 2014-15 | 三菱電機 | 50 | 11 | 14.4 | .327 | .244 | .690 | 1.5 | .8  | .5  | .0  | .8  | 3.5 |
| NBL 2015-16 | 三菱電機 | 27 | 15 | 16.8 | .314 | .377 | .710 | 1.3 | 0.7 | 0.7 | 0.0 | 0.6 | 4.0 |
| B1 2016-17  | 仙台     | 60 | 48 | 21.5 | .297 | .270 | .687 | 2.6 | .9  | .7  | .1  | 1.2 | 6.1 |
| B1 2017-18  | 島根     | 43 | 1  | 11.3 | .406 | .276 | .885 | 1.4 | .6  | .3  | .0  | .6  | 2.9 |